# Strongylognathus arnoldii
Strongylognathus arnoldii é uma espécie de insecto da família Formicidae.
É endémica da Rússia.